# Vunasta ovojnjača
Vunasta ovojnjača (Volvariella bombycina) je lignikolna, jestiva gljiva, iz porodice Pluteaceae. Razvija se iz jajeta, koje kasnije čini ovoj, ili tobolac u bazi drške. Ova neobična vrsta gljive je široko rasprostranjena. Registrovana je u Evropi, Aziji, Severnoj Americi, Karibima i Australiji. Radi zanimljivog i lepog izgleda, atraktivna je za posmatranje i fotografisanje. Ostali narodni nazivi su svilenasta tobolčarka, vunasta torbarka, pamučasta tobolčarka, svilenkasta tobolčarka.

## Taksonomija
Nemački prirodoslovac Jakob Kristijan Šefer je prvi opisao ovu vrstu gljive 1774. godine, i nazvao je Agaricus bombycinus. Elias Fris ju je 1836. godine svrstao u rod Pluteus. Pol Kumer (Paul Kummer) je prebacio u rod Volvaria 1871. godine. Vilijam Alfonso Muril je 1911. uvrstio u Volvariopsis. Rolf Singer ju je svrstao u trenutno prihvaćeni rod Volvariella. Pored svega, pojavila su se i dva neprihvaćena naziva. Žan-Baptist Lamark ju je nazvao Amanita calyptrata, a August Džon Džordž Karl Bač je naziva Agaricus denudatus. Oba ova naučna rada su publikovana 1783. godine. U 1949 godini je Muril opisao varijetet flaviceps. Uzorci za analizu su uzeti sa magnolije u Gejnsvilu na Floridi. Iako ju je predstavio kao novu vrstu Volvaria flaviceps, Robert Šefer je izrazio mišljenje, da je varijetet gljive V. bombycina. Varijetet microspora je opisan 1953. godine, a ime mu je dodelio R.V.G. Denis 1961. Varijetet palmicola je prvobitno opisao Belgijski mikolog Moris Bejli, kao zasebnu vrstu, Volvaria palmicola 1928, da bi je isti autor  1937. proglasio varijetetom vrste V. bombycina.

## Opis plodnog tela
Šešir: prečnika 6-20 cm, beo, ili prljavo beo, svilenasto vunasto vlaknast, prvo jajolik, polukuglast i na kraju otvoren, ponekad sa blagim ispupčenjem na vrhu; u ranoj mladosti je čitavo plodno telo obavijeno kožnatim ovojem.
Listići: odmaknuti od drške oko 5 mm, ravni, gusti, široki, prvo skoro beli, kasnije mesnato rozi. Otisak spora je ružičasto-oker.
Drška: bela, glatka, svilenkasta, na dnu šira, puna, izlazi iz duboke, kožnate, prljavo bele vrećice.
Meso: meko, belo, mirisa na drvo.
Stanište: raste od proleća do jeseni na napola trulim stablima listopadnog drveća, trupcima, panjevima.
Upotreba: jestiva.
Zamena: je malo verovatna.

## Galerija
- Površina šešira
- Plodno telo u ranoj fazi (u jajetu)
- Plodno telo na živom stablu javora
- Plodno telo u ranoj fazi (u jajetu)-presek